# Другьел-дзонг

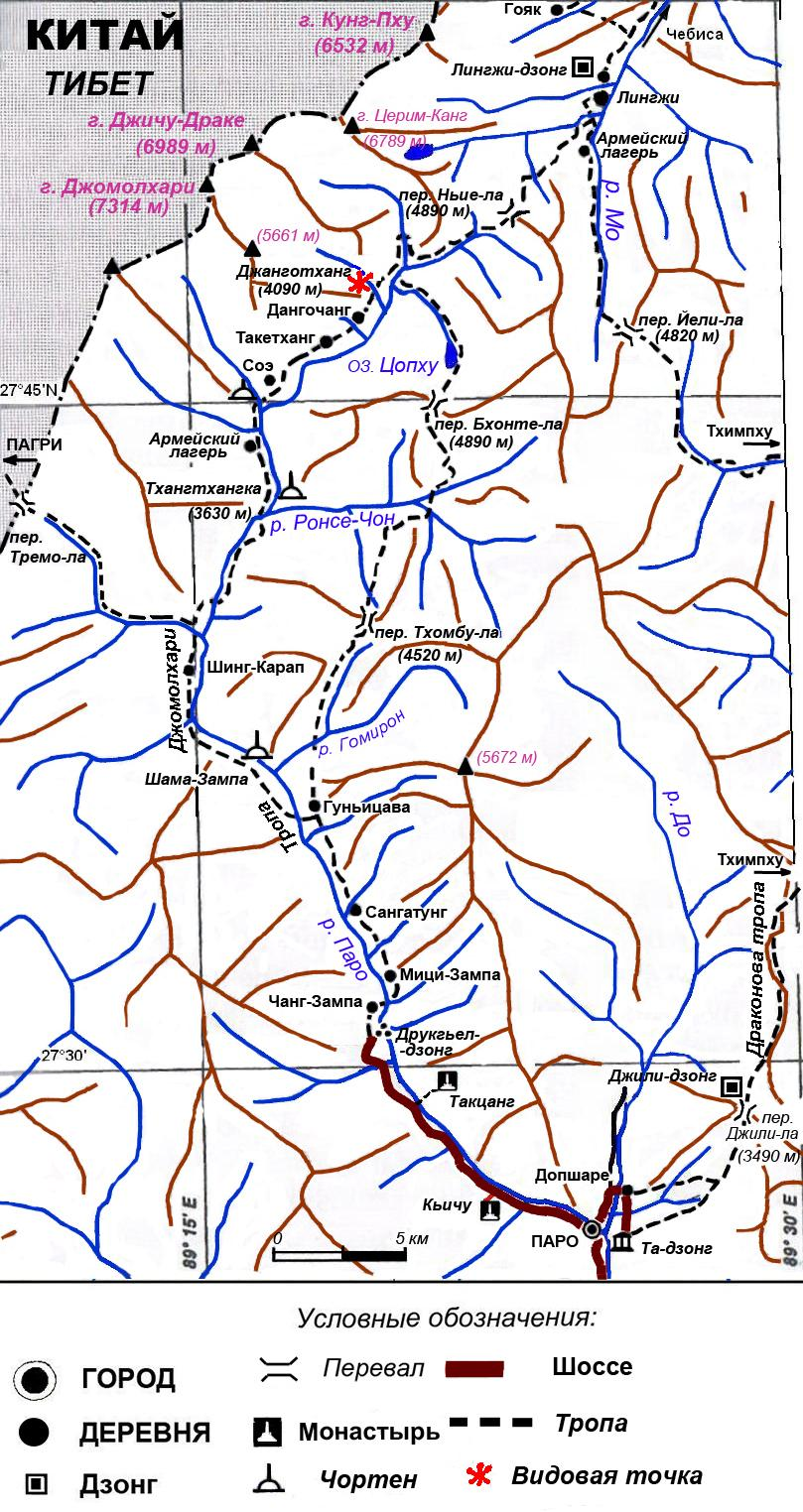
Тропа Джомолхари

Друкгьял-дзонг (дзонг-кэ འབྲུག་རྒྱལ་རྫོང་) — разрушенная крепость (дзонг) в районе Паро, вверх от города Паро по реке Паро-чу. Некогда в дзонге располагался буддийский монастырь. Это конечная западная точка главного шоссе Бутана. Отсюда начинается Тропа Джомолхари к Большому Гималайскому хребту и тропа в Тибет к Пагри.

## История
Предположительно, дзонг был построен в 1649 году Тендзином Друкдра для празднований победы Шабдрунга над тибетскими войсками.
Во время пожара в 1951 году дзонг был разрушен и сейчас существует в виде развалин.
В настоящее время отстроен. Современное состояние Другьел-дзонга на фото.
В 2012 году древние руины Друкгьел-дзонга были включены в предварительный список Бутана для включения в Список объектов всемирного наследия ЮНЕСКО.